# Каждый умирает в одиночку
Ка́ждый умира́ет в одино́чку (нем. Jeder stirbt für sich allein) — роман немецкого писателя Ганса Фаллады, написанный в 1947 году и частично основанный на истории Отто и Элизы Хампелей. Роман считается первой книгой, написанной о Сопротивлении писателем, не эмигрировавшим из нацистской Германии. Писатель Примо Леви назвал этот роман «лучшей книгой, когда-либо написанной о немецком Сопротивлении».
При оригинальной публикации рукопись Фаллады подверглась большой цензуре и лишь в 2011 году была заново издана, будучи восстановленной на основе сохранившихся черновиков писателя. Роман стал последней работой Фаллады — он написал его всего за 24 дня и умер несколько месяцев спустя, где-то за неделю до того, как книга была издана.
Русский перевод романа был издан в 1948 году и был первым иностранным переводом. В 2017 году была переведена версия 2011 года под названием «Оди́н в Берли́не» — большинство современных иностранных переводов романа сегодня используют именно такой вариант названия.

## Сюжет
Действие романа происходит в период Второй мировой войны в нацистской Германии. В день капитуляции Франции почтальонша Эва Клуге приносит в дом супругов Отто и Анны Квангель похоронку на их сына, погибшего в бою. Это событие пробуждает в них ненависть к нацизму. Квангель сообщает о гибели сына его невесте, Трудель Бауман. Во время разговора последняя, находясь в шоке, признаётся Квангелю в том, что она состоит в подпольной группе Сопротивления и занимается саботажем. Недовольные этим её товарищи по группе Енш и Григолейт предлагают ей покончить с собой, но на её защиту становится ещё один член группы Карл Хергезель, заявляя, что он не даст этому случиться. Группа Сопротивления распадается.
Тем временем в доме, где живут Квангели, азартный игрок на скачках и бабник Энно Клуге, бывший муж Эвы Клуге, и его знакомый, полицейский агент Эмиль Боркхаузен, пытаются совершить ограбление квартиры фрау Розенталь, жены богатого еврея-коммерсанта, отправленного нацистами в концентрационный лагерь, но во время кражи на месте преступления их застаёт молодой эсэсовец Бальдур Перзике, сын ветерана нацистской партии и жилец этого дома. В это время фрау Розенталь прячется сначала у Квангелей, затем её укрывает у себя отставной советник Фром. Через несколько дней фрау Розенталь не выдерживает и поднимается в свою квартиру, встречая на лестнице Бальдура Перзике. Последний вызывает полицейского комиссара с помощником, которые с пристрастием допрашивают её. Во время допроса, не выдержав мучений, фрау Розенталь выбрасывается из окна. В награду за помощь в её поимке Перзике получает чемодан с бельём, ранее принадлежавший покойной.
Квангели принимают решение бороться с нацистами в одиночку — писать открытки с воззваниями против существующего режима и развязанной им агрессивной войны, понимая, что за это могут поплатиться головой, и подбрасывать их в общественные места. Первую открытку они благополучно подбрасывают в подъезде жилого дома. Открытку нашёл актер, некогда любимец рейхсминистра пропаганды Йозефа Геббельса, а ныне попавший к нему в немилость. Он отнёс её своему приятелю, адвокату, живущему в том же доме. У них обоих не возникло никаких других чувств, кроме возмущения действиями автора открытки, который может подставить других людей. Нашедшие относят открытку в гестапо. Расследование поручают комиссару полиции Эшериху. По мере нахождения открыток тот втыкает флажки в карту, отмечая места, где они были найдены.
За полгода Квангели пишут и подбрасывают 48 открыток, 44 из них попадают к Эшериху. Комиссар предполагает, что автор открыток, или, как его окрестили, «невидимка», человек одинокий либо вдовец, из рабочей среды, не привыкший писать. В это время в поликлинике задерживают человека, подозреваемого в подкидывании открыток. Им оказался Энно Клуге, один из участников ограбления квартиры фрау Розенталь. Клуге оказался в поликлинике, пытаясь получить освобождение от работы по болезни. Эшерих понимает, что Клуге не имеет отношения ни к открыткам, ни к их автору, но тем не менее заставляет его подписать протокол о том, что открытка подброшена им. После этого Эшерих отпускает Клуге, закрепив за ним наружное наблюдение, но тому случайно удаётся скрыться. Клуге стал прятаться у хозяйки зоомагазина Хете Гэберле. Боркхаузен, который разыскивал Клуге по указанию Эшериха, обнаруживает его и требует с Гэберле деньги за своё молчание. Та согласна заплатить и отправляет Клуге к своей подруге, укрывающей у себя тех, кого преследуют нацисты, но сын Боркхаузена Куно-Дитер выслеживает его, после чего Эшерих приходит к Клуге. Он забирает его с собой и отвозит за город, где требует от него покончить с собой. Клуге пытается застрелить Эшериха, но тот успевает убить его. Эшерих докладывает своему начальнику, обергруппенфюреру Пралю, что у него нет зацепок, и поэтому приходится выжидать, пока «невидимка» проколется, и предлагает передать дело другому следователю, Цотту. Праль приказывает арестовать Эшериха.
Квангель дважды едва не попадается. В первый раз его опознали как человека, подложившего открытку, но человек, опознавший его, сам оказывается мелким кляузником, и поэтому ему никто не поверил. Во второй раз открытку Квангеля находит Трудель Бауман, которая к тому времени уже вышла замуж за Карла Хергезеля и взяла его фамилию. Следователь Цотт, не сумевший справиться с делом «невидимки», был отстранён от дела, а Эшерих выпущен из тюрьмы и вернулся к своим обязанностям, но внутренне он уже сломлен. Вскоре после этого Квангель неосторожно теряет открытку в цеху мебельной фабрики, где работает. После этого промаха Квангеля арестовывают. На допросе у Эшериха он не отпирается, но держится с достоинством. Единственное, что потрясает его — это то, что почти все открытки, которые он написал, попали в гестапо. В ту же ночь пьяные сотрудники гестапо во главе с Пралем спускаются в подвал, в камеру, где содержится Квангель, и подвергают его побоям и издевательствам, заставляя участвовать в этом и Эшериха. Ночью того же дня Эшерих застрелился в собственном кабинете.
Кроме Отто Квангеля были также арестованы его жена Анна, Трудель и Карл Хергезели, а также брат Анны Ульрих Хефке. В гестапо Карл Хергезель умирает от побоев, а Трудель кончает жизнь самоубийством, выпрыгнув в лестничный пролёт. Суд приговорил Квангелей к смертной казни. Ульрих Хефке во время суда сошёл с ума и был помещён в психиатрическую клинику, где его умертвили. После суда советник Фром передаёт ампулы с цианистым калием Квангелям. Анна Квангель, не желая лёгкой смерти, уничтожает свою ампулу, а Отто Квангель решил тянуть до последнего и принять яд перед самым концом. Но это ему не удаётся — он не успел раскусить ампулу, и был гильотинирован. Анна Квангель погибает в тюрьме при бомбардировке Берлина, так и не узнав, что её муж уже казнён.
Эва Клуге со скандалом выходит из нацистской партии и уезжает жить в деревню, где создаёт семью с местным учителем и принимает в семью Куно-Дитера Боркхаузена, который, поссорившись с отцом, бежал из дома. Эмиль Боркхаузен и полицейский Клебс были арестованы за попытку ограбления квартиры семьи Перзике и осуждены к лишению свободы. Бальдур Перзике отправил своего отца, ветерана нацистской партии, в дом престарелых, а сам уехал учиться в элитную нацистскую школу «Напола». В конце романа Эмиль Боркхаузен, встретив своего сына, пытается навязать ему себя, но Куно-Дитер прогоняет его.

## Экранизации
- 1962 год — режиссёр Фальк Харнак.
- 1970 год — ГДР, студия «ДЕФА», режиссёр Ханс-Иоахим Каспрцик.
- 1975 год — режиссёр Альфред Форер[2].
- 2004 год — Чехия, режиссёр Душан Клейн[3].
- 2016 год — Великобритания, Франция, Германия, режиссёр Венсан Перес.